# カナダモ
カナダモ（Elodea canadensis、American waterweed、または Canadian waterweed)は、北アメリカ原産の多年生の水草である。原産地以外にも広く帰化し、ブリテン諸島では1836年頃に初めて記録された。

## 分布
原産地は北アメリカであるが、世界中の多くの場所に移入されている。特にヨーロッパは、1836年の記録に遡り、それ以来、ヨーロッパ大陸の全ての国で存在が確認されている。
アイルランドでの棲息場所の記録には、エグリントン運河、ゴールウェイ県、ダウン県、リスバーン近郊のラガン運河等がある。

## 概要
幼体の根は水底の土の中で成長するが、その後、茎に沿って等間隔で追加の根が発生し、水の中で漂ったり、水底に根付いて体を支えたりする。茎の先端で無限に成長し、1つの個体が3m以上の長さに達することがある。
葉は半透明の明るい緑色で、長さ6-17mm、幅1-4mmの長細い形で、茎の周りに3つ（稀に2つや4つ）ずつ渦巻状に生える。水面上を漂う白色か薄紫色の花を除き、完全に水中で生活する。
雌雄異体で、雄花と雌花が異なる個体に咲く。花は3枚の小さく白い花弁からなり、雄花は4.5-5mmの花弁で9本の雄蕊を持ち、雌花は2-3mmの花弁で3つの融合した心皮を持つ。果実は6mm程度の卵型で、水中で成熟したいくつかの種子を含む。種子は4-5mmの長さで、紡錘形、球形、円筒形である。花は5月から10月に咲く。
良い条件の下では急速に成長し、浅い池、運河、ゆっくり流れる川の辺縁部を窒息させることがある。10-25℃の夏季の水温と明るい光を必要とする。
通常2mm以下の小さな葉を持つコカナダモと非常に近縁である。ブラジルのオオカナダモやクロモ等の近縁種とは容易に見分けが付く。これら3種は全て茎の周りに渦状に葉が付くが、カナダモ属が3枚ずつ付くのに対し、オオカナダモ属やクロモ属は4枚以上が付く。さらに、オオカナダモはより長い葉で、体全体もより大きく、茂っている。

## 栽培と利用
しばしばアクアリウムに用いられる。切ることによって繁殖させる。
ヨーロッパ、アジア、アフリカ、オーストラリアでは侵入生物である。1836年にアイルランドのダウン県に持ち込まれ、1841年にイギリスに現れ、両国の池、水路、小川等に広がり、生い茂ることでしばしばそこの生態系を窒息させてきた。

## ギャラリー

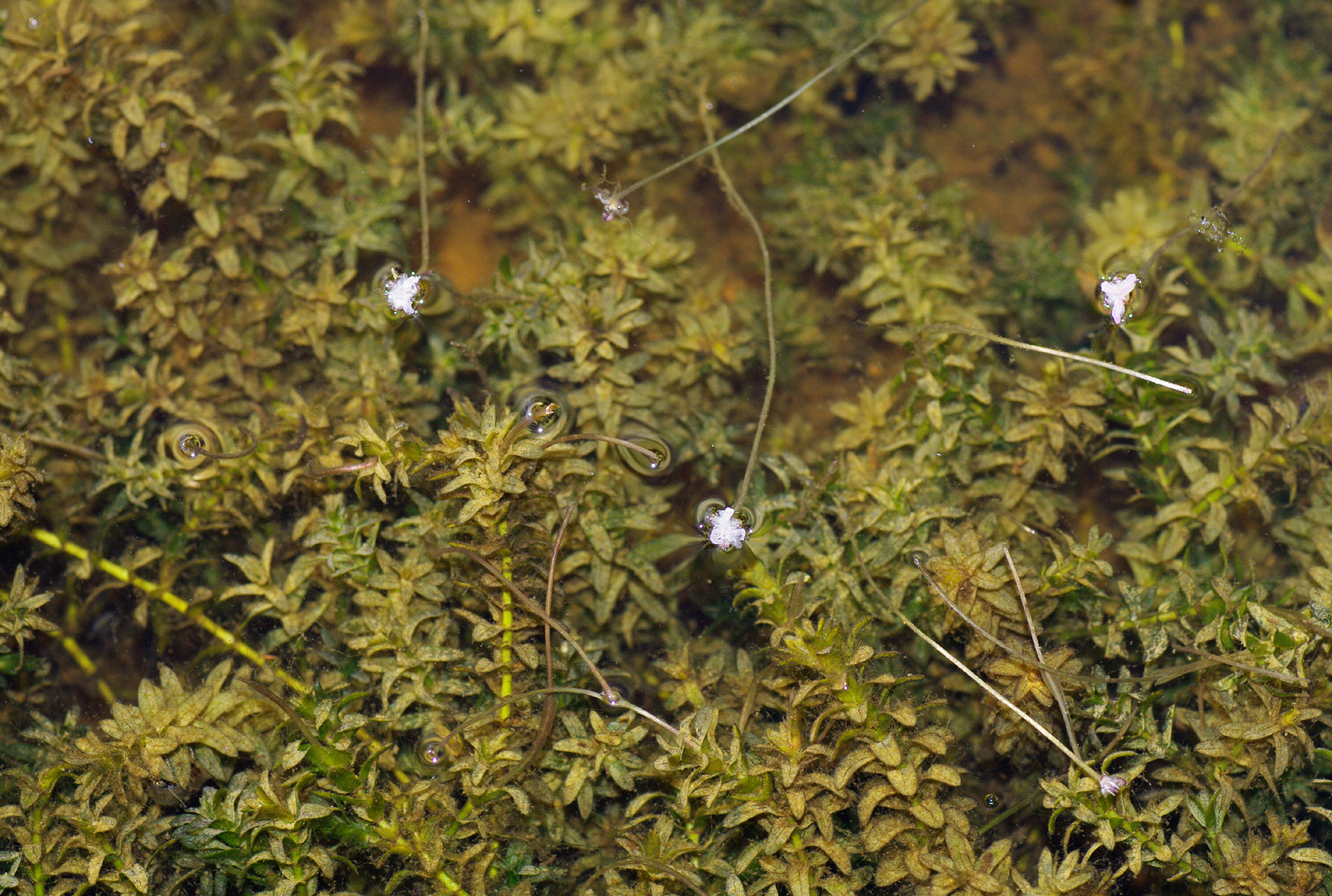
高密度のカナダモのコロニー
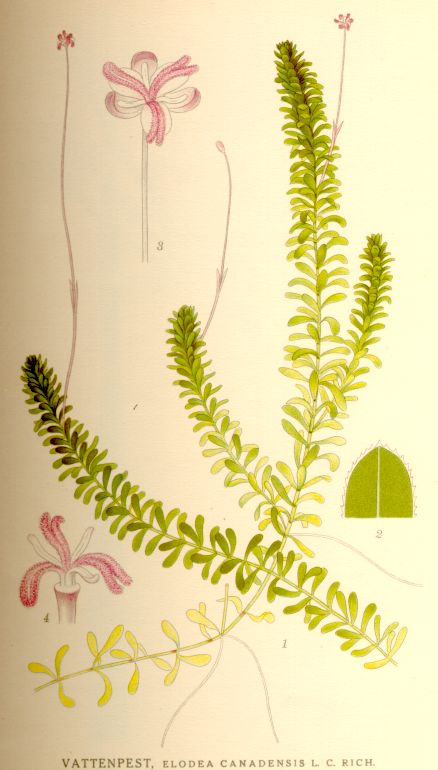
葉と花のイラスト
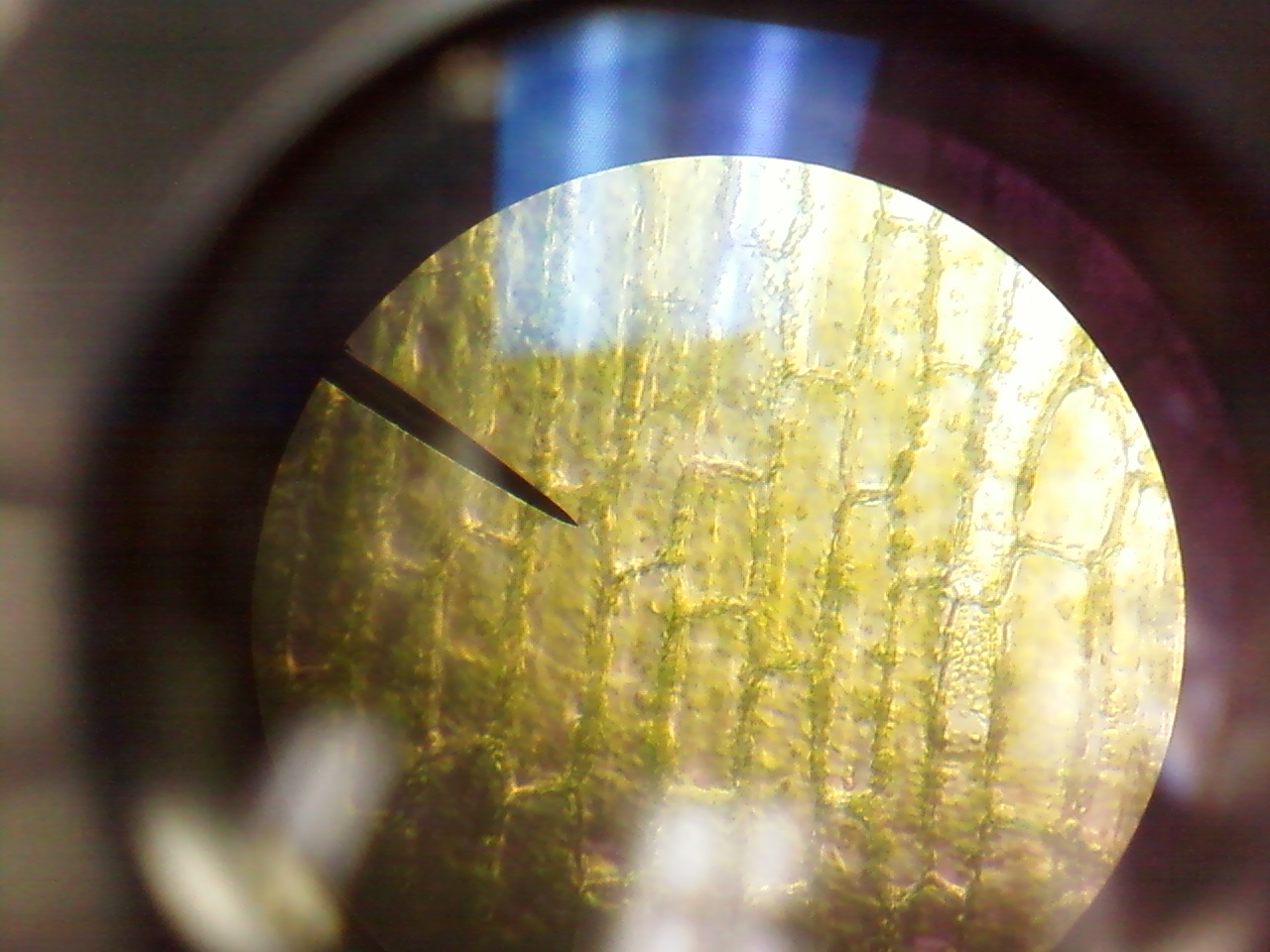
450倍に拡大した葉